# Max Otto von Stierlitz
Max Otto von Stierlitz (Russisch: Макс О́тто фон Шти́рлиц, Sjtirlits) is een fictief Sovjet-Russisch geheim agent, verzonnen door schrijver Joelian Semjonov, die in de periode 1960-1974 veertien boeken rondom dit personage schreef. Een deel ervan speelt zich in nazi-Duitsland af. Een van de boeken werd in 1973 verfilmd in de twaalfdelige televisieserie Zeventien Momenten in de Lente, met Vjatsjeslav Tichonov in de hoofdrol. Verder zijn er meerdere films over dit personage gemaakt. Stierlitz wordt wel de Communistische James Bond genoemd.